# 白维
白维（1985年4月—），台湾宜兰人，钢琴家，闽江学院蔡继琨音乐学院副教授、钢琴教研室主任。

## 经历
白维出生于台湾宜兰县，五岁开始向父亲学习钢琴。小学就读于罗东国小、四季国小、三星国小，初中就读于国华国中。在罗东高中读完高一后，转入俄罗斯拉赫玛尼诺夫音乐学院高中部。2003年参加门德尔松国际双钢琴大赛，最终获得第二名。2005年，以满分成绩考上格涅辛国立音乐学院。2008年获得音乐艺术学士学位，并于宜兰演奏厅举办钢琴独奏会。
2013年，白维获得美国北伊利诺大学钢琴演奏专业硕士学位。同年，于台南市举办钢琴独奏会。2017年获得明尼苏达大学钢琴演奏专业博士学位，随后于道森两年制大学任教。2018年前往中国大陆，担任闽江学院蔡继琨音乐学院副教授、钢琴教研室主任。2020年11月，与同校教师陈乃嘉在福州九日台音乐厅举办钢琴声乐音乐会。2021年9月，以视频连线方式参与“为了花好月圆”闽江学院师生线上文艺演出。